# Eddie Selzer
Edward „Eddie“ Selzer (* 12. Januar 1893 in New York City, New York; † 22. Februar 1970 in Los Angeles, Kalifornien) war ein US-amerikanischer Filmproduzent. Bekannt wurde er vor allem durch seine Arbeit als Produzent bei Warner Bros. Cartoons, welche zur Film- und Fernsehgesellschaft Warner Bros. zählt, und bei der er in den Jahren 1944 bis 1957 in rund 380 verschiedenen animierten Kurzfilmen als Produzent aktiv war. Während seines Engagements bei Warner Bros. erhielt er fünf Mal den Oscar und wurde weitere sieben Mal für ihn nominiert.

## Leben
Der Anfang des Jahres 1893 im zunehmend wachsenden New York City geborene Selzer kam erst im Jahre 1944 zu seinem wirklich Durchbruch im Filmgeschäft. Nach der Übernahme und dem Kauf des Cartoon-Studios von Leon Schlesinger, das zu diesem Zeitpunkt noch unter dem Namen Leon Schlesinger Productions geführt wurde, berief ihn Jack L. Warner zum Studioleiter des unter dem Namen Warner Bros. Cartoons in die Geschichte eingehende Studio. Im Gegensatz zu seinen Vorgängern wurde Selzer in keinem einzigen von ihm als Produktionsleiter betreuten Film bei den Credits genannt, weder im Vor- noch im Abspann. Doch auch über Selzers Persönlichkeit oder seinen Geschäftssinn ist nicht sonderlich viel bekannt. Der bekannte Zeichner und Zeichentrickregisseur Chuck Jones beschreibt Selzer in seiner Autobiografie Chuck Amuck: The Life and Times of an Animated Cartoonist als einen in gewisser Weise störenden und unausstehlichen Menschen, der sich oftmals versuchte sich in die Arbeit der anderen einzumischen, ohne selbst jegliches Feingefühl oder Anerkennung für animierte Zeichentrickfilme zu haben.
Laut anderen Quellen ist sogar davon die Rede, dass der ebenfalls berühmte Zeichner und Produzent Friz Freleng beinahe aus dem Produktionsteam ausgestiegen wäre, da er bereits mehrmals mit Selzer zusammengekracht war, weil dieser meinte, dass das Zusammenlassen von Sylvester und Tweety eine nicht wirklich durchführbare oder nützliche Idee war. Der Streit der beiden ging sogar so weit, dass Freleng seine Zeichenstifte auf Selzers Schreibtisch legte und zu ihm meinte, dass doch er die Cartoons zeichnen sollte, wenn er sich doch gut mit dieser Arbeit auskannte. Laut Berichten soll sich Selzer noch am selben Abend bei Freleng entschuldigt haben, was wiederum auch für die weitere Filmgeschichte von Vorteil war. Nachdem Freleng seine Arbeiten fortsetzte, gewannen beide im Jahre 1948 bei der Oscarverleihung desselben Jahres den „Oscar für den besten animierten Kurzfilm“ für den Cartoon So ein süßer Piepmatz, welcher der erste Film war, der Sylvester und Tweety zusammen in einem Film erscheinen ließ. Zuvor waren beide nur in getrennten Produktionen zu sehen. Doch auch bereits zwei Jahre zuvor wurde ein Film unter der Produktionsleitung von Selzer und unter der Regie von Freleng für einen Oscar in der gleichen Kategorie nominiert (Ohne Liebe ist das Leben leer) und auch bei der Oscarverleihung 1947 folgte in der gleichen Kategorie eine Nominierung für den Film Hühnerhabicht sucht Huhn, bei dem allerdings Robert McKimson die Regie führte. Eine weitere Nominierung folgte bei der Oscarverleihung 1949 mit dem Film Der preisgekrönte Mäusefänger.
Erfolgreich war schließlich auch das Jahr 1950, wo man bei der Oscarverleihung desselben Jahres gleich zwei Oscar gewann und in einem weiteren nominiert wurde, wobei dieser Film noch vor der Verleihung und der eigentlichen Nominierung zurückgezogen wurde und somit nicht zu den offiziellen Nominierten gezählt wurde. So gewann Selzer als Produktionsleiter in der Kategorie Bester animierter Kurzfilm mit dem Film Dicke Luft, mit dem Charakter Pepé le Pew in der Hauptrolle, sowie in der Kategorie Bester Dokumentar-Kurzfilm, wo die Wahl allerdings unentschieden endete und auch Richard de Rochemont mit seinem Film A Chance to Live einen Oscar in der gleichen Kategorie erhielt. Wie bereits erwähnt, wurde der Film Verkleidungskünstler anfangs ebenfalls zu den Nominierten für die Kategorie Bester animierter Kurzfilm gezählt, ehe ihn aber Selzer zurückzog und so eine offizielle Nominierung ungültig machte. Zu einer weiteren Kontroverse kam es im Jahre 1954, als Selzer dem Regisseur Robert McKimson nach der Premiere von Devil May Hare, dem ersten Film mit Taz (der tasmanische Teufel), meinte, dass die Figur des Taz zu grotesk für einen wiederkehrenden Charakter sei und wollte die Figur deshalb aus dem Programm absetzen. Laut der Ansicht einiger Filmhistoriker änderte Selzer seine Meinung erst nachdem sein eigentlicher Chef Jack L. Warner dazu Stellung nahm und meinte, dass Taz eine große Anerkennung vom Publikum erhielt und deshalb weitergeführt werden solle.
Des Weiteren war es, laut einigen Filmhistorikern, auch der als humorlos geltende Selzer, der meinte, dass Kamele nicht lustig sein könnten, was wiederum Freleng dazu veranlasste den Cartoon zu Sahara Hare zu zeichnen. Außerdem meinen ebendiese Filmhistoriker, dass aufgrund der Meinung, dass Stierkämpfe nicht lustig sein könnten, auch der Cartoon Bully for Bugs in Arbeit von Chuck Jones und Michael Maltese entstanden sei. Des Weiteren wurde überliefert, dass Selzer eines Tages, als er eine Gruppe von Animatoren sah, die über ein Storyboard lachte, in den Raum gestürmt sei und geschrien habe: „What the hell has all this laughter to do with the making of animated cartoons?“ (dt. „Was zur Hölle hat all dieses Gelächter mit der Produktion von animierten Zeichentrickfilmen zu tun?“). Außerdem sind noch weitere Aktionen bekannt, in denen er seinen Missmut gegenüber Cartoons äußerte, wobei er zum Beispiel auch nicht verstand, was an einem französischsprechenden Stinktier (in Anspielung auf Pepé le Pew) lustig sei.
Danach folgte bei der Oscarverleihung 1954 eine weitere Nominierung für den Film From A to Z-Z-Z-Z, der den verträumten Schuljungen Ralph Philipps zeigt, der während des Unterrichts zum wiederholten Male zum Tagträumer wird und nachdem er bereits von seiner Lehrerin ermahnt wurde, ein weiteres Mal vor der Tafel einschläft und auch danach noch in weitere Tagträume fällt. 1955 kam es zu einer weiteren Nominierung für den Film Sandy Claws, bei dem Tweedy von seiner Herrin, der Granny, zu einem Stand mitgenommen wird, wo er abermals von Sylvester gejagt wird, der jedoch immer wieder von den Wellen im Meer aufgehalten wird an Tweedy heranzukommen. Zu einer weiteren Auszeichnung kam es schließlich im Jahre 1956, als der Film Speedy Gonzales bei der Oscarverleihung 1956 zum besten Film in der Kategorie Bester animierter Kurzfilm gewählt wurde. Nachdem Selzer sein Engagement bei Warner Bros. im Jahre 1957 beendete, nahmen 1958 noch zwei weitere Filme, bei den Selzer als Produzent tätig war, an der Oscarverleihung desselben Jahres teil. Dabei wurde Birds Anonymous mit einem Oscar in der Kategorie Bester animierter Kurzfilm ausgezeichnet und Tabasco Road in der gleichen Kategorie für einen Oscar nominiert.
Eddie Selzer starb schließlich im Jahre 1970 im Alter von 77 Jahren. Nach seinem Tod wurden die fünf von ihm gewonnenen Oscars an die Crew übergeben, die hinter Selzer in der Produktion der Cartoons tätig war. Der letzte gewonnene Oscar für Birds Anonymous wurde an Mel Blanc, den für Warner Bros. tätigen Synchronsprecher übergeben.

## Auszeichnungen und Nominierungen
Auszeichnungen
- Oscarverleihung 1948: Ausgezeichnet mit dem „Oscar für den besten animierten Kurzfilm“ für den Kurzfilm So ein süßer Piepmatz
- Oscarverleihung 1950: Ausgezeichnet mit dem „Oscar für den besten animierten Kurzfilm“ für den Kurzfilm Dicke Luft
- Oscarverleihung 1950: Ausgezeichnet mit dem „Oscar für den besten Dokumentar-Kurzfilm“ für den Kurzfilm So Much for So Little (unentschieden mit A Chance to Live von Richard de Rochemont)
- Oscarverleihung 1956: Ausgezeichnet mit dem „Oscar für den besten animierten Kurzfilm“ für den Kurzfilm Speedy Gonzales
- Oscarverleihung 1958: Ausgezeichnet mit dem „Oscar für den besten animierten Kurzfilm“ für den Kurzfilm Birds Anonymous

Nominierungen
- Oscarverleihung 1946: Nominiert für den „Oscar für den besten animierten Kurzfilm“ für den Kurzfilm Ohne Liebe ist das Leben leer
- Oscarverleihung 1947: Nominiert für den „Oscar für den besten animierten Kurzfilm“ für den Kurzfilm Hühnerhabicht sucht Huhn
- Oscarverleihung 1949: Nominiert für den „Oscar für den besten animierten Kurzfilm“ für den Kurzfilm Der preisgekrönte Mäusefänger
- Oscarverleihung 1950: Nominiert für den „Oscar für den besten animierten Kurzfilm“ für den Kurzfilm Verkleidungskünstler

(Der Film wurde von Selzer noch vor der Verleihung und der eigentliche Nominierung zurückgezogen und zählt somit auch nicht zu den offiziellen Nominierten.)
- Oscarverleihung 1954: Nominiert für den „Oscar für den besten animierten Kurzfilm“ für den Kurzfilm From A to Z-Z-Z-Z
- Oscarverleihung 1955: Nominiert für den „Oscar für den besten animierten Kurzfilm“ für den Kurzfilm Sandy Claws
- Oscarverleihung 1958: Nominiert für den „Oscar für den besten animierten Kurzfilm“ für den Kurzfilm Tabasco Road